# This Is America, Charlie Brown
This Is America, Charlie Brown é uma minissérie de televisão educativo com oito episódios que descreve uma série de eventos importantes que aconteceram durante a história americana, com personagens da história em quadrinhos de Peanuts, de Charles M. Schulz interagindo com os personagens históricos. Foi ao ar pela primeira vez entre 1988 e 1989 na CBS .  Os quatro primeiros episódios estrearam como uma série semanal entre outubro e novembro de 1988; e os quatro episódios finais foram ao ar mensalmente, entre fevereiro a maio de 1989. 
Devido à natureza dos eventos e às figuras históricas incluídas - como os Irmãos Wright e George Washington - muitos adultos foram mostrados para as as crianças de Peanuts, algo que raramente acontecia nos filmes e em alguns especiais, mas nem um pouco na história em quadrinhos. Os adultos foram desenhados em um estilo semelhante ao É Só um Jogo, uma outra história em quadrinhos de Schulz que continha adultos, além de outras produções que foram supervisionadas por Bill Melendez . 
A minisérie não teve reprise após sua exibição inicial. Um episódio, "Os Viajantes do Mayflower", retornou à televisão em 2008 (e desde então foi ao ar todos os anos) como um material complementar para o especial É O Dia de Ação de Graças, Charlie Brown em um horário de uma hora. Para acomodar o horário, partes do episódio tiveram que ser resumidas. 

## Música
A série incluiu músicas de vários compositores e artistas, que já tinham trabalhado nos outros especias de Peanuts, como Ed Bogas, Dave Brubeck, David Benoit (que mais tarde assumiu a pontuação dos especiais começando com É Natal Outra Vez, Charlie Brown), George Winston, Wynton Marsalis e Dave Grusin . Isso continuou a tradição de usar músicos de jazz para a partitura musical; Com a morte do compositor Vince Guaraldi em 1976, várias de suas partituras foram sendo reutilizadas durante a exibição da minisérie, principalmente sua música de assinatura, " Linus and Lucy ". Esta minissérie também apresentou cantores como The Winans, Desirée Goyette e Lou Rawls (Goyette e Rawls já haviam trabalhado com Melendez nos especiais de Garfield). 

## Dubladores

### Atores de voz regulares
- Erin Chase: Charlie Brown (primeira atriz feminina a dublar Charlie Brown)
- Erica Gayle: Lucy van Pelt
- Brittany M. Thornton: Sally Brown
- Brandon Stewart: Linus van Pelt
- Jason Mendelson: Patty de hortelã - pimenta
- Marie Cole: Marcie
- Curtis Andersen: Schroeder
- Hakeem Abdul-Samad: Franklin
- Bill Melendez : Snoopy e Woodstock

### Dubladores ocasionais
- Jason Riffle: Charlie Brown (em O nascimento da Constituição )
- Jeremy Miller : Linus van Pelt (em O nascimento da Constituição )
- Ami Foster : Lucy van Pelt (em O nascimento da Constituição )
- Christina Lange: Sally Brown (em O nascimento da Constituição )
- Keri Houlihan: Marcie (em O nascimento da Constituição )
- Poderes de Tani Taylor: Marcie (em The Mayflower Voyagers e The Wright Brothers em Kitty Hawk )
- Cameron Clarke : Snoopy (em A música e os heróis da América )
- Sean Mendelson: Frankin
- Grant Gelt: Franklin
- Caneta de porco, violeta e outros caracteres aparecem algumas vezes, mas ficam em silêncio.

### Atores de voz adicionais
- Frank Welker - Capitão Smith (em The Mayflower Voyagers ), Pilgrim Explorer 2 (em The Mayflower Voyagers ), Squanto (em The Mayflower Voyagers ), George Mason (em O nascimento da Constituição ), James Wilson (em O nascimento da Constituição) ), Governador Morris (no nascimento da Constituição ), Wilbur Wright (nos irmãos Wright em Kitty Hawk ), Jason Welker (na Estação Espacial da NASA ), Alexander Graham Bell (nos grandes inventores ), Thomas Edison (em The Grandes inventores ), Abraham Lincoln (no Smithsonian e na Presidência ), Theodore Roosevelt (no Smithsonian e na Presidência )
- Gregg Berger - Líder Peregrino (em The Mayflower Voyagers ), Myles Standish (em The Mayflower Voyagers ), Pilgrim Explorers (em The Mayflower Voyagers ), Orville Wright (em The Wright Brothers em Kitty Hawk ), NASA Mission Control (em NASA Space Estação ), Thomas Watson (em Os Grandes Inventores ), Samuel (em Smithsonian e Presidência )
- Chris Collins como Mayflower Watchman (em The Mayflower Voyagers ), Samoset (em The Mayflower Voyagers )
- Hal Smith como John Muir (em The Smithsonian and the Presidency )
- Julie Payne - Sra. Feriado (nos grandes inventores)
- Bud Davis
- Chuck Olson
- Shep Menken
- Brandon Horne
- Marie Wise
- Alissa King

## Episódios
| # | Título                                    | Airdate                 | Enredo |
| - | ----------------------------------------- | ----------------------- | --- |
| 1 | Os Mayflower Voyagers                     | 21 de outubro de 1988   | Em 1620, as crianças do Peanuts estão entre as 30 crianças a bordo do navio Mayflower para estabelecer a Colônia de Plymouth . Samoset e Squanto.                                                                                     |
| 2 | O nascimento da Constituição              | 28 de outubro de 1988   | A história se passa em 1787 na Filadélfia. Os Pais Fundadores estão tentando compor a Constituição. Eles trabalham duro para decidir quais idéias incluir. Charlie Brown e seus amigos aparecem mostrando o árduo trabalho na cidade. |
| 3 | Os irmãos Wright em Kitty Hawk            | 4 de novembro de 1988   | Em 1903, Charlie Brown e Linus visitam a prima de Linus, Dolly, em Kitty Hawk, Carolina do Norte, e assistem os irmãos Wright a enviarem seu primeiro protótipo de avião no ar.                                                       |
| 4 | Estação Espacial da NASA                  | 11 de novembro de 1988  | Linus sonha que ele e seus amigos estão viajando no espaço sideral. |
| 5 | A construção da ferrovia transcontinental | 10 de fevereiro de 1989 | Charlie Brown conta a história de como duas empresas, a Union Pacific Railroad e a Central Pacific Railroad, construíram a Transcontinental Railroad através de planícies e montanhas imponentes.                                     |
| 6 | Os grandes inventores                     | 10 de março de 1989     | Cada membro da turma do Peanuts relata sobre os inventores e suas famosas invenções. |
| 7 | O Smithsonian e a Presidência             | 19 de abril de 1989     | A turma visita o Instituto Smithsonian, onde discutem três ex-presidentes dos Estados Unidos. |
| 8 | A música e os heróis da América           | 23 de maio de 1989      | Schroeder e Franklin tentam apresentar um concurso escolar sobre grandes músicos americanos, variando de Stephen Foster a John Phillip Sousa e rock'n'rollers.                                                                        |

## Mídia
Os oito episódios, foram lançados separadamente em fita cassete, e no dia 28 de março de 2006 foram lançados em dois DVDs para colecionador pela Paramount Home Entertainment . No entanto, o conjunto de DVD foi esgotado depois que a Warner Bros. comprou os direitos de todos os especiais relacionados a Peanuts . Em 17 de junho de 2014, a Warner Home Video reeditou a minissérie em DVD.  E depois a miniserie foi lançado para o formato digital. 